# Il arrive que ça saute
Il arrive que ça saute (titre original : Blowups Happen) est une nouvelle de Robert Heinlein publiée pour la première fois dans Astounding Science Fiction en 1940. La nouvelle a été révisée par l'auteur en 1946 pour l’adapter aux connaissances issues du Projet Manhattan et de l'explosion des deux bombes atomiques sur le Japon en août 1945.
Dans le cycle de l’Histoire du futur, dont elle est la quatrième nouvelle, elle succède chronologiquement à la nouvelle Les routes doivent rouler, et précède L'Homme qui vendit la Lune.
Robert Heinlein imagine une industrie nucléaire civile ayant construit des centrales nucléaires afin d'alimenter en énergie les États-Unis. Il évoque aussi les risques engendrés par la construction et la maintenance de ces centrales, et propose une solution inattendue pour faire face au risque nucléaire.

## Résumé
Milieu des années 1980 aux États-Unis. 
Les panneaux solaires (« moteurs Douglas-Martin ») utilisés depuis vingt-cinq ans ne sont plus suffisants pour alimenter le pays en énergie.
Une nouvelle source énergétique issue de la fusion nucléaire est utilisée : les centrales nucléaires civiles donnent une énergie abondante.
Or le surintendant King, chargé de la gestion d'une centrale nucléaire, est face à un problème inattendu : les ingénieurs et techniciens sont soumis à un stress intense. Ces employés savent que le nucléaire est dangereux et il pourrait arriver que « ça saute ». Ce stress continu et intense a des impacts sur l'équilibre mental de ces employés, dont certains peuvent perdre la raison et commettre des actes irrattrapables et dramatiques. 
Il fait appel au docteur Lentz, un savant qui a des connaissances étendues à la fois en physique nucléaire et en psychiatrie. Lentz s'immerge dans les arcanes de la centrale nucléaire, discute avec les uns et les autres, mesure les dangers encourus. Finalement il livre son diagnostic à King : il faut radicalement changer la méthode de construction et de gestion des centrales nucléaires.
Sur ces entrefaites, un dénommé Harrington contacte les deux hommes. Une nouvelle théorie est explorée dans le laboratoire d'observation spatiale où il travaille. La Lune comporte des centaines de « cratères ». Si l'on sait depuis longtemps qu'ils n'ont rien de volcanique, on pense depuis le XIXe siècle qu'ils résultent d'impacts de météorites sur l'astre lunaire. Or la nouvelle théorie expose qu'une civilisation extraterrestre, il y a des centaines de millions d'années, vivait sur la Lune et y avait développé le nucléaire civil. Les extraterrestre n'avaient pas maîtrisé cette technologie, tout avait explosé, et ils étaient tous morts. Leur civilisation avait disparu, l’air de la Lune s'était évaporé dans l’espace et les cratères lunaires sont donc le résultat de ces explosions nucléaires. Ce qui est arrivé jadis à nos « voisins » ne pourrait-il pas arriver malencontreusement aux humains ?
Pendant ce temps, Harper et Erickson, deux ingénieurs de la centrale nucléaire, effectuent des recherches sur des isotopes d'un élément chimique. Leur laboratoire explose (là encore, « il arrive que ça saute ») : les deux hommes ont trouvé le moyen de stabiliser l'énergie nucléaire et de créer une pile qu'on peut manipuler à volonté, à condition d'en maîtriser la puissance.
- Dénouement

Un plan est élaboré entre King et Lentz pour éviter l'explosion de n'importe quelle centrale nucléaire : convaincre le conseil d'administration de la société électrique de transférer la pile nucléaire et ses réacteurs dans l’orbite terrestre.
Les deux hommes, en usant de la persuasion et du chantage, parviennent à convaincre le conseil d'administration de la société électrique de transférer pile et réacteurs nucléaires en orbite.

## Autour du roman
Les centrales que décrit Robert Heinlein s'apparentent aux centrales de type Superphénix qui produisent plus de combustible fissible qu'elles n'en consomment afin d'approvisionner les autres centrales en carburant. 

## Publications
- Histoire du futur, intégrale des textes, Mnémos, octobre 2020, 824 p., sous la direction d'Ugo Bellagamba, pages 82 à 123  (ISBN 978-2-35408-531-5).